# Puerto de São Francisco do Sul
El puerto de São Francisco do Sul (en portugués: Porto de São Francisco do Sul) es uno de los puertos principales  de Brasil y de América Latina. Se encuentra localizado en la ciudad de San Francisco del Sur, en el estado de Santa Catarina. El sistema de acceso terrestre al puerto está conformado por la BR-280, BR-101 Y BR-116. Las composiciones ferroviarias entran y salen del puerto a través del ferrocarril 485, que conecta São Francisco do Sul con la ciudad de Mafra, a 167 kilómetros de distancia.
Es el puerto más grande para el manejo de carga en Santa Catarina y el séptimo más grande de Brasil. Responsable del 25,61% de la carga manejada por los puertos de Santa Catarina, recibiendo un promedio de 38,6 buques por mes, y con manejo de carga general de 11,4 millones de toneladas en 2018. Actualmente, la unidad es administrada por SCPar Porto de São Francisco do Sul y operada por Cidasc.
En términos de estructura natural, el Puerto de São Francisco do Sul tiene un canal de acceso de 9,3 millas de largo, 150 metros de ancho y 13 metros de calado. Con una amplitud de marea de 2 metros, la cuenca de evolución es muy amplia. Hay 5 zonas de fondeaderos oficiales. En términos de infraestructura instalada, el Puerto de São Francisco do Sul tiene un atracadero de 780 metros de largo y 43 pies de profundidad. Aún formando parte del complejo portuario, la Terminal Babitonga, propiedad del sector privado, cuenta con un atracadero de 225 metros de largo con un calado máximo de 11 metros. Un sistema de señalización electrónica cubre las 9.3 millas del canal de acceso y la cuenca de evolución, siendo el segundo puerto brasileño con este estándar internacional. El sistema de boyas y torres, por su parte, funciona con energía solar y tiene una autonomía de hasta 30 días. La torre soporta vientos de hasta 200 km / h, lo que garantiza precisión y seguridad en la navegación por el puerto.

## Historia
La trayectoria del puerto se remonta a la década de 1940, cuando el Gobierno Federal emitió un decreto el 1 de marzo de 1941 otorgando la concesión al Gobierno de Santa Catarina para la construcción y operación de un puerto en el histórico São Francisco do Sul. Cuatro años después, en 1945, se iniciaron las obras, que se completaron diez años después. El 1 de julio de 1955 se inauguró el puerto.
Antes de tener la madera y la yerba mate como los principales productos exportados, hoy el Puerto de São Francisco do Sul - en operación junto al Terminal Portuario de Santa Catarina (arrendado en 1996 y operando desde 2001) - es el 3er movilizador más grande de graneles sólidos del sur del país y exporta productos siderúrgicos; pasta de celulosa y fertilizantes.